# Éditions de l'Attente
Les Éditions de l'Attente sont une maison d'édition française fondée en 1992, spécialisée dans la littérature de création contemporaine. Elles sont codirigées par Frank Pruja et Françoise Valéry.
C'est une association loi de 1901, dont le siège est situé au 249 rue Sainte-Catherine  33000 Bordeaux - France - N° SIREN : 418 907 176.

## Historique
Les deux créateurs des éditions se sont rencontrés aux Beaux-Arts de Bordeaux,.
Jusqu'en 2001, les éditions de l'Attente publient des livres de manière presque souterraine. Les rencontres avec Emmanuel Hocquard et Keith et Rosmarie Waldrop, et la découverte de leur travail éditorial sont décisives. C’est avec la collection Week-end, (1997-2002) qu'elles prennent leur essor.
En 2017, les éditions célèbrent leurs 25 ans.

## Quelques auteurs publiés
- Pierre Alferi
- Philippe Annocque
- Guy Bennett
- Sika Fakambi
- Claude Favre
- Frédéric Forte
- Diane Glancy
- Emmanuel Hocquard
- Isabelle Jelen
- Jacques Jouet
- Alain Jugnon
- Frédéric Léal
- David Lespiau
- Hervé Le Tellier
- François Matton
- Sandra Moussempès
- Juliette Mézenc
- Ian Monk
- Charles Pennequin
- Éric Pessan
- Véronique Pittolo
- Anne Portugal
- Nathalie Quintane
- Jacques Roubaud
- Marie Rousset